# チャールズ・コンプトン (初代ノーサンプトン侯)
初代ノーサンプトン侯爵チャールズ・コンプトン（英語: Charles Compton, 1st Marquess of Northampton、1760年3月24日 - 1828年5月24日)は、イギリスの貴族、政治家。
1763年から1796年まではコンプトン卿の儀礼称号で称され、1796年には第9代ノーサンプトン伯爵位を継承し、1812年にノーサンプトン侯爵に叙された。

## 経歴
1760年3月24日、第8代ノーサンプトン伯爵スペンサー・コンプトンとその妻ジェーン(旧姓ロウトン)の間の長男として生まれる
ケンブリッジ大学トリニティ・カレッジへ進学。
1784年から1796年にかけてはノーサンプトン選挙区から選出されてトーリー党所属の庶民院議員となる。1796年4月の父の死去によりノーサンプトン伯爵位を継承し、貴族院議員に列した。
1796年から1828年にかけてノーサンプトンシャー知事を務める。
1812年9月にはノーサンプトン侯爵に叙せられた。
1828年5月24日に死去した。

## 爵位
1796年4月7日に父の死去により、以下の爵位を継承した。
- 第9代ノーサンプトン伯爵 (9th Earl of Northampton)
(1618年8月2日創設イングランド貴族爵位)

1812年9月7日に以下の爵位を新規に与えられた。
- 初代ノーサンプトン侯爵 (1st Marquess of Northampton)
(連合王国貴族爵位)
- 初代ウォリック州におけるコンプトンのコンプトン伯爵 (1st Earl Compton, of Compton in the County of Warwick)
(連合王国貴族爵位)
- 初代サセックス州におけるウィルミントンの初代ウィルミントン男爵（英語版） (1st Baron Wilmington, of Wilmington in the County of Sussex)
(連合王国貴族爵位)

## 家族
庶民院議員ジョシュア・スミス(Joshua Smith)の娘マリア(Maria)と結婚。彼女との間に以下の2子を儲けた。
1. 長女フランセス・エリザベス・コンプトン (-1883) - チャールズ・ディッケンズと結婚
2. 長男スペンサー・コンプトン (1790-1851) - 第2代ノーサンプトン侯爵